# Rudolph Wagner
Rudolf Wagner (30 de juliol de 1805 – 13 de maig de 1864) va ser un fisiòleg i anatomista alemany que va codescobrir la vesícula germinal. Va fer aportacions importants en l'estudi dels ganglis, les terminacions dels nervis i el sistema nerviós simpàtic. També va ser un malacòleg i investigà en la paleoantropologia.

## Vida
Rudolf Wagner nasqué a Bayreuth, estudià medicina a la universitat d'Erlangen el 1822. Wagner completà el seu curriculum el 1826 a Würzburg, on estudià sota JL Schönlein en medicina i sota Karl Friedrich Heusinger en anatomia comparada. Va estudiar un any al Museu Nacional d'Història Natural de França, sota Cuvier, i va fer descobriments de zoologia a Càller i altres llocs del Mediterrani
El 1832 va passar a ser professor de zoologia i anatomia comparada a Erlangen, a partir de 1840, succeí JF Blumenbach a Göttingen.

## Algunes obres
- Die Naturgeschichte des Menschen (en 2 volums, Kempten, 1831)
- Beiträge zur vergleichenden Physiologie des Elutes (Leipzig, 1832–1833),
- Lehrbuch der Zootontie (1843)
- Handwörterbuch der Physiologie mit Rücksicht auf physiologische Pathologie (1843)

## Altres fonts
- «Wagner, Rudolf». A: George Edwin Rines. Encyclopedia Americana, 1920.

Atribució
- Aquest article incorpora text d'una publicació actualment en domini públic: Chisholm, Hugh, ed. (1911). Encyclopædia Britannica (11a ed.). Cambridge University Press.